# خلیج آلاسکا

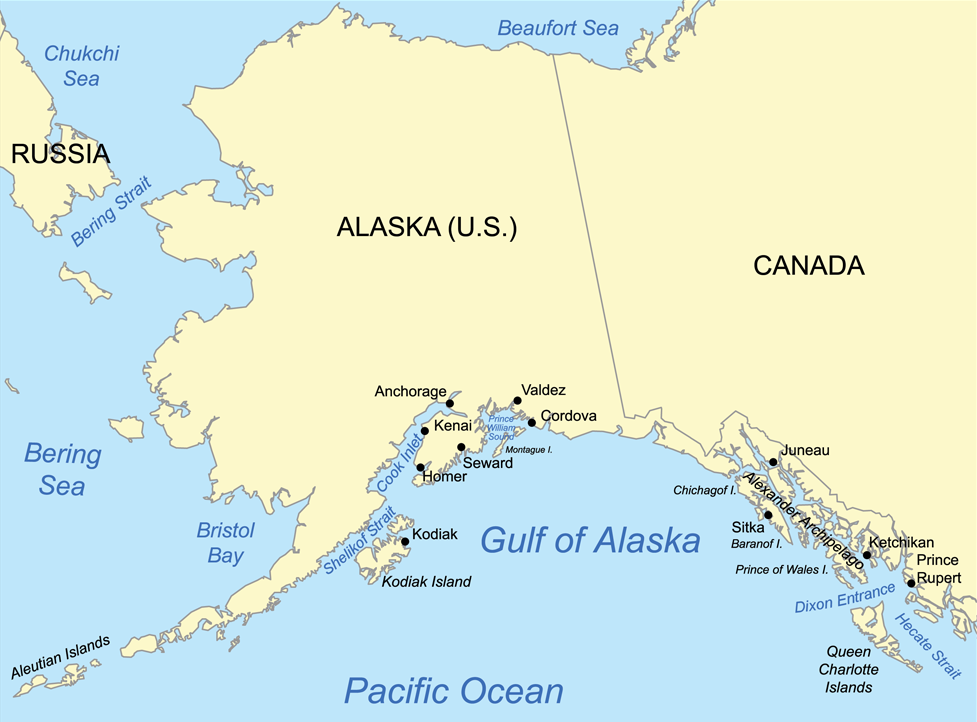
موقعیت خلیج آلاسکا

خلیج آلاسکا (به انگلیسی: Gulf of Alaska) پهنهٔ وسیعی از آب‌های اقیانوس آرام شمالی در جنوب شرقی آلاسکاست که ۱٬۵۳۳٬۰۰۰ کیلومترمربع مساحت داشته و گستره‌ای از شبه‌جزیرهٔ آلاسکا (در شمال) تا مجمع‌الجزایر الکساندر  و از جنوبِ جزیره کودیاک (در غرب) تا ورودی دیکسون (در شرق) را در بر می‌گیرد. سواحل این خلیج به‌دلیل وجود آبدره‌ها و دیگر شاخابه‌ها حالتی دندانه‌دار دارد. رودهای کاپر و ساستینا به خلیج آلاسکا می‌ریزند. از بندرهای مهم آن می‌توان به بندر آنکوراژ، سیوارد و والدز اشاره نمود.
خلیج آلاسکا به دلیل وجود جریان‌های سطحی نیرومند و عبور مداوم هوای سرد قطبی از روی آب‌های آن، به‌عنوان عامل پیدایش باران‌های شدید و کولاک‌های برف در جنوب و جنوب مرکزی آلاسکا شناخته می‌شود.
در ۱۹۸۹ نفتکش اکسون والدز در دریای پرنس ویلیام در در شمال خلیج آلاسکا به‌گل نشست و ۱۱ میلیون گالن نفت خام وارد دریا شد. همچنین در ۱۹۵۸ بروز سونامی‌ای به ارتفاع ۱٬۷۴۲ فوت، خلیج لیتویا در شمال شرقی خلیج آلاسکا را درهم کوبید و همه چیز را در آنجا از بین برد.

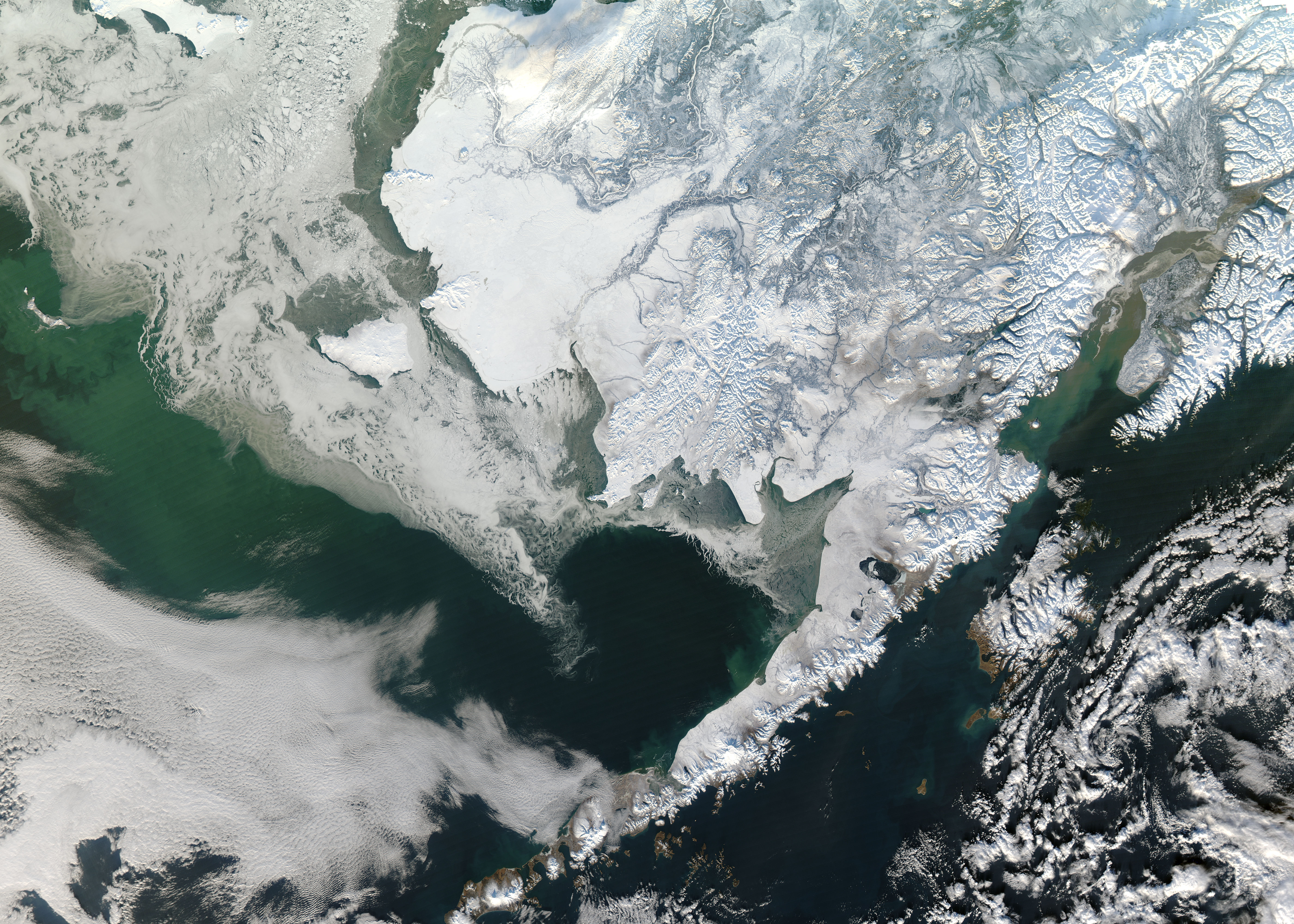
تصویر هوایی بخش غربی خلیج آلاسکا (ربع پایینی و راستی عکس)

این خلیج محل زندگی جانوران دریایی بسیاری از جمله نهنگ‌های قاتل است.